# 陸鶴
陸鶴（？—1744年），字西溟，號敬齋，浙江海鹽縣人，清朝官員。
康熙五十六年（1717年）丁酉科舉人。雍正九年（1731年）任福州府连江县知县，雍正十一年（1733年）调任臺灣府諸羅縣知縣，任內曾環城栽種刺竹，以加強城池防衛。因丁憂離職。乾隆八年（1743年）任台灣澎湖通判。范咸主修的《重修臺灣府志》中有他的記載。